# Bang Eun-jin
Bang Eun-jin (Seúl; 5 de agosto de 1965) es una actriz y directora de cine surcoreana, conocida por protagonizar  301, 302  del director Park Chul-soo y  Dirección desconocida de Kim Ki-duk. Debutó como directora de largometrajes con Princess Aurora en 2005, y desde entonces ha dirigido Perfect Number (2012), y Way Back Home (2013).

## Filmografía

### Directora y guionista
- Method (2017)
- Way Back Home (2013)
- Perfect Number (2012)
- Blue Birds on the Desk (short film de If You Were Me 4, 2008)[4]
- Puff the Rice (short film, 2007)[5]
- Princess Aurora (2005)
- Ain't No Maid (short film, 2004)[6]

### Actriz

#### Cine
- The Naked Kitchen (2009) (cameo)
- A Light Sleep (2009) (cameo)
- Crush and Blush (2008)
- Bleach (2008)
- Nowhere to Turn (2008) (voz, cameo)
- Tool (2006)
- Salt: Korean Railway Women Workers Story (2003)
- Rewind (2002)
- Road Movie (2002)
- My Beautiful Days (2002)
- No Comment (2002)
- Scent of Love (2001)
- Address Unknown (2001)
- Doomealee, The Very First Step (2000)
- Gui: A Space between Two Deaths (2000)
- Subrosa (2000)
- Black Hole (2000)
- The Uprising (1999)
- The Wooden Closet (1998)
- Rub Love (1998)
- Birdcage Inn (1998)
- Reclaiming Our Names (1998)
- Push! Push! (1997)
- Do You Believe in Jazz? (1997)
- Farewell My Darling (1997)
- Seven Reasons Why Beer is Better Than a Lover (1996)
- 301, 302 (1995)
- Mom, the Star and the Sea Anemone (1994)
- The Taebaek Mountains (1994)

#### Televisión
- Crash Landing on You (tvN, 2019-2020)
- My Too Perfect Sons (KBS2, 2009)
- Foolish Love (KBS2, 2000)
- 목마들의 언덕 (KBS2, 2000)
- Wang Rung's Land (SBS, 2000)

## Premios
- 2006  Premios Cine de Oro : Mejor Director  Nuevo(La Princesa Aurora)
- 2005 la Mujer en el Cine de Corea Premios: Mujer Cineasta del Año (la Princesa Aurora)
- 2005 coreano de la Asociación de Críticos de Cine de los Premios: Mejor Director Nuevo(La Princesa Aurora)
- 2002 Grand Bell Awards: Mejor Actriz de Reparto (Dirección Desconocida)
- 1996 coreano de la Asociación de Críticos de Cine de los Premios: Mejor Actriz (301, 302)
- 1995 Blue Dragon Film Awards: Mejor Actriz (301, 302)
- 1995 Chunsa de Arte Cinematográfico De Premios: Mejor Actriz (301, 302)
- 1993 Baeksang Arts Awards: Mejor  Actriz Nueva
- 1992 Seúl Festival de Artes Escénicas: Mejor Actriz

## Otras actividades
- 2010 Full-time faculty at College of Convergence Culture and Arts, Sungshin Women's University
- 2010 9th Mise-en-scène Short Film Festival - Jurado
- 2009 11th Seoul International Youth Film Festival - Jurado[7]
- 2006 7th Jeonju International Film Festival - Jurado, visión de la sección indie[8]
- 2004 profesora adjunta del  Seoul Institute of the Arts